# بيتسياميت (كيبك)
بيتسياميت (بالإنجليزية: Pessamit, Quebec)‏ هي Indian reserve in Canada تقع في كندا في Manicouagan Regional County Municipality. يقدر عدد سكانها بـ 2,420 نسمة .